# Rob Szymoniak
Rob Szymoniak (* 1979 in West-Berlin) ist ein deutscher Radio- und Fernsehmoderator.

## Karriere
Rob Szymoniak begann seine Radiolaufbahn als Moderator 1994 bereits zu Schulzeiten bei 98.8 Kiss FM. 1997 gründete er als Schüler der Robert-Blum-Oberschule in Berlin-Schöneberg das Schülerradio 10829 – Highschoolradio. Später moderierte er bei Energy Berlin, 104.6 RTL und dasWebradio.de.
Im Oktober 2000 etablierte er bei Energy Berlin die Personality-Show Shimoniäk Live, die bis 2004 montags bis freitags von 18.00 bis 22.00 Uhr ausgestrahlt wurde. Zwischen 2001 und 2005 arbeitete er parallel als Video Jockey beim Musikfernsehsender MTV Germany. Zwischen 2005 und 2008 war Rob Szymoniak bei MDR Sputnik als Moderator der Magazinsendung „Sputnik Update“ tätig.
Im Sommer 2008 wurde Rob Szymoniak Teil der Radio-PSR-Morgensendung Die Steffen Lukas-Show. Dort war er als „Rob, der Staumeister“ bis 2010 zu hören. Anschließend wechselte er nach Berlin zu 104.6 RTL.
Vom 2. Januar 2013 an war Rob Szymoniak Moderator der Morgensendung Toastshow bei Energy Berlin und sendete montags bis freitags von 5.00 bis 10.00 Uhr. Seit Mitte 2015 ist er Moderator der Nachmittagssendung bei Energy Berlin und montags bis freitags von 15 bis 20 Uhr sowie samstags von 17 bis 22 Uhr zu hören.
Das am 29. Januar 2013 auf YouTube veröffentlichte Comedy-Video zum italienischen Radio-Sommerhit Il pulcino Pio wurde bereits über 2,9 Millionen Mal angeschaut. Rob Szymoniak war Darsteller und Produzent des Videoclips.
Rob Szymoniak tritt gelegentlich als Medienexperte und Karriere-Coach im Sat.1-Frühstücksfernsehen auf. Für Nius baut er ein Radioprogramm auf.
Rob Szymoniak lebt mit seiner Ehefrau und zwei Töchtern in Berlin.

## Auszeichnungen
- 2001: GTN European Radio Award für den besten Hörfunkspot zur Major-Promotion „Madonna Mobil“.